# Jože Petrovčič
Jože Petrovčič, slovenski zdravnik, * 1921, Borovnica, † 2002 , Borovnica.

## Življenje in delo
Študiral je medicino v Ljubljani, med drugo svetovno vojno je bil interniran v koncentracijsko taborišče v Gonarsu. Po vrnitvi je doštudiral in v Borovnici deloval kot zdravnik. Na začetku službovanja je poleg Borovnice zdravstveno oskrboval še bližnjo Podpeč. Predano je skrbel za zdrave bivalne razmere po vojni in pomagal pri gradnji zdravstvenega doma. Bil je predstavnik širše regijske zdravstvene službe, ki je po letu 1968 pokrivala občine Cerknica, Idrija, Logatec in Vrhnika. Leta 1999 mu je Občina Borovnica podelila naziv častnega občana, pokopan je v Borovnici.